# Kokomo (Indiana)
Kokomo és una població dels Estats Units a l'estat d'Indiana. Segons el cens del 2006 tenia 48.070 habitants.

## Demografia
Segons el cens del 2000, Kokomo tenia 46.113 habitants, 20.273 habitatges, i 12.204 famílies. La densitat de població era de 1.099 habitants/km².
Dels 20.273 habitatges en un 28,5% hi vivien nens de menys de 18 anys, en un 42,2% hi vivien parelles casades, en un 14,1% dones solteres, i en un 39,8% no eren unitats familiars. En el 35,2% dels habitatges hi vivien persones soles el 12,5% de les quals corresponia a persones de 65 anys o més que vivien soles. El nombre mitjà de persones vivint en cada habitatge era de 2,24 i el nombre mitjà de persones que vivien en cada família era de 2,9.
Per edats la població es repartia de la següent manera: un 25% tenia menys de 18 anys, un 9,4% entre 18 i 24, un 29% entre 25 i 44, un 22,2% de 45 a 60 i un 14,4% 65 anys o més.
L'edat mediana era de 36 anys. Per cada 100 dones de 18 o més anys hi havia 84,8 homes.
La renda mediana per habitatge era de 36.258$ i la renda mediana per família de 45.353$. Els homes tenien una renda mediana de 38.420$ mentre que les dones 24.868$. La renda per capita de la població era de 20.083$. Entorn del 9,6% de les famílies i el 13% de la població estaven per davall del llindar de pobresa.

## Poblacions més properes
El següent diagrama mostra les poblacions més properes.